# Biprisme de Fresnel

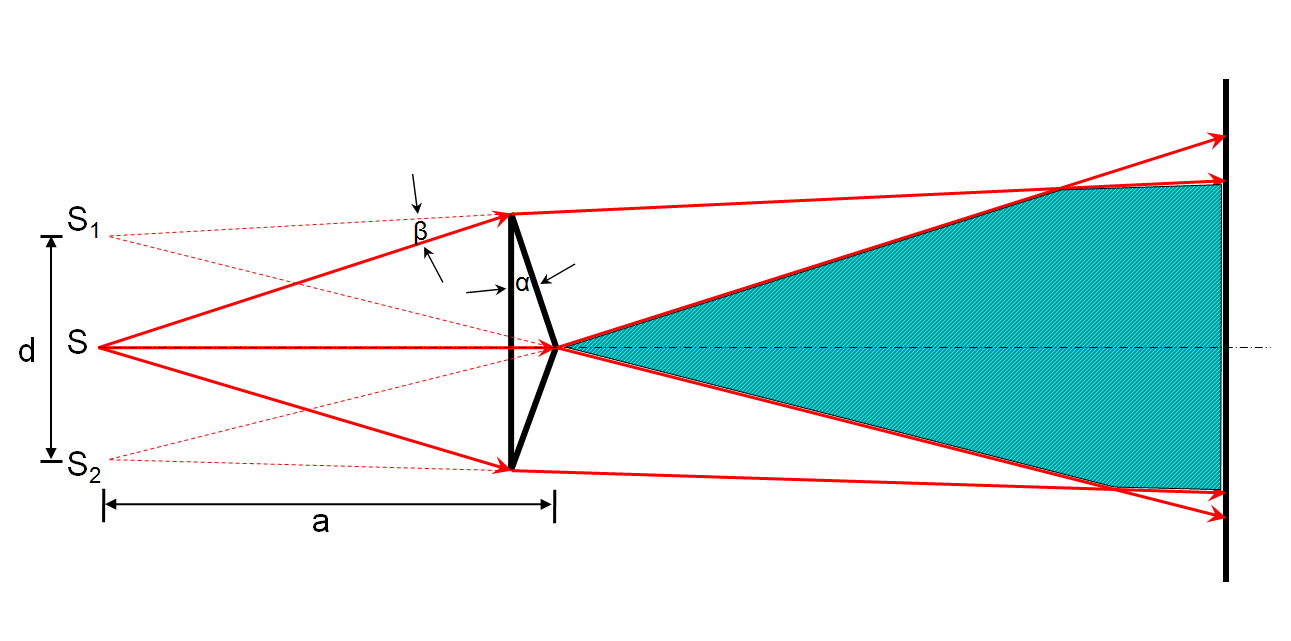
Schéma du dispositif expérimental du biprisme de Fresnel

Le biprisme de Fresnel est une expérience menée par Augustin Fresnel pour générer deux sources cohérentes entre elles. Le biprisme est composé de deux prismes de géométrie et d'indice de réfraction identique. Leur angle au sommet est très faible et les deux prismes sont juxtaposés par leur petite base formant ainsi un unique prisme dont la base triangulaire est un triangle isocèle dont l'angle au sommet est très obtus.

## Historique
Cette expérience a été réalisée à l'époque de la découverte des interférences par Thomas Young. Les critiques de la théorie de Young et son expérience des fentes de Young amenèrent Fresnel à chercher des expérimentations permettant de prouver l'existence des interférences. Il créa alors l'expérience du biprisme et des deux miroirs de Fresnel, dont le principe est similaire à celui du biprisme mais emploie la réflexion sur des miroirs plutôt que la réfraction.

## Dispositif expérimental
Le biprisme est éclairé par une source monochromatique ponctuelle tombant sur l'arête faisant axe de symétrie du biprisme. Chacune des faces de part et d'autre de cette arête produit une image virtuelle de la source d'origine. Ces deux images sont décalées entre elles de {\displaystyle a=2(n-1)Ad_{S}}, où n est l'indice du verre, A l'angle au sommet très faible, dS la distance de la source au biprisme. Ces deux sources sont cohérentes et peuvent interférer.
Ce dispositif est très similaire au dispositif des bilentilles de Billet où deux demi-lentilles convergentes sont décalées latéralement pour obtenir des interférences,, il est aussi semblable au dispositif des miroirs de Fresnel, autre expérience destinée à mettre en évidence le phénomène d'interférence mais cette fois en s'affranchissant de la réfraction. Ces expériences relèvent chacune du même type de dispositif interférentiel que les fentes de Young, les dispositifs à division du front d'onde.

## Interférences
Les deux sources virtuelles interfèrent et peuvent former une figure d'interférence dans une zone de largeur angulaire {\displaystyle 2(n-1)\alpha }, où {\displaystyle n} est l'indice du verre du biprisme et {\displaystyle \alpha } l'angle aigu de chaque petit prisme. L'interfrange de la figure est telle que suit :
{\displaystyle i={\frac {D\lambda }{2d}}},
où D est la distance entre la source d'origine et l'oculaire pour l'observation et 2d la distance entre les deux sources virtuelles images de la source d'origine.
La figure d'interférence observée est composée de franges droites situées dans l'axe du sommet du biprisme.